# Saint-Hilaire-en-Woëvre
Saint-Hilaire-en-Woëvre ist eine französische Gemeinde mit 181 Einwohnern (Stand: 1. Januar 2022) im Département Meuse in der Region Grand Est (bis 2015: Lothringen). Sie gehört zum Arrondissement Verdun und zum Kanton Étain.

## Geografie
Saint-Hilaire-en-Woëvre liegt etwa 22 Kilometer ostsüdöstlich von Verdun und etwa 37 Kilometer westsüdwestlich von Metz in der Landschaft Woëvre. Umgeben wird Saint-Hilaire-en-Woëvre von den Nachbargemeinden Marchéville-en-Woëvre im Nordwesten und Norden, Harville im Norden und Nordosten, Labeuville im Nordosten und Osten, Doncourt-aux-Templiers im Südosten und Süden, Hannonville-sous-les-Côtes im Süden und Südwesten, Herbeuville im Südwesten sowie Saulx-lès-Champlon im Westen.

## Geschichte
1973 wurden die Gemeinden Saint-Hilaire-en-Woëvre, Wadonville-en-Woëvre und Butgnéville-en-Woëvre (auch nur Butgnéville) zusammengeschlossen.

## Bevölkerungsentwicklung
| Jahr                       | 1962 | 1968 | 1975 | 1982 | 1990 | 1999 | 2006 | 2019 |
| Einwohner                  | 60   | 53   | 126  | 123  | 120  | 144  | 186  | 181  |
| Quellen: Cassini und INSEE |      |      |      |      |      |      |      |      |

## Sehenswürdigkeiten
- Kirche Saint-Hilaire, 1929 wieder errichtet
- Kapelle Saint-Hubert in der Ortschaft Wadonville-en-Woëvre

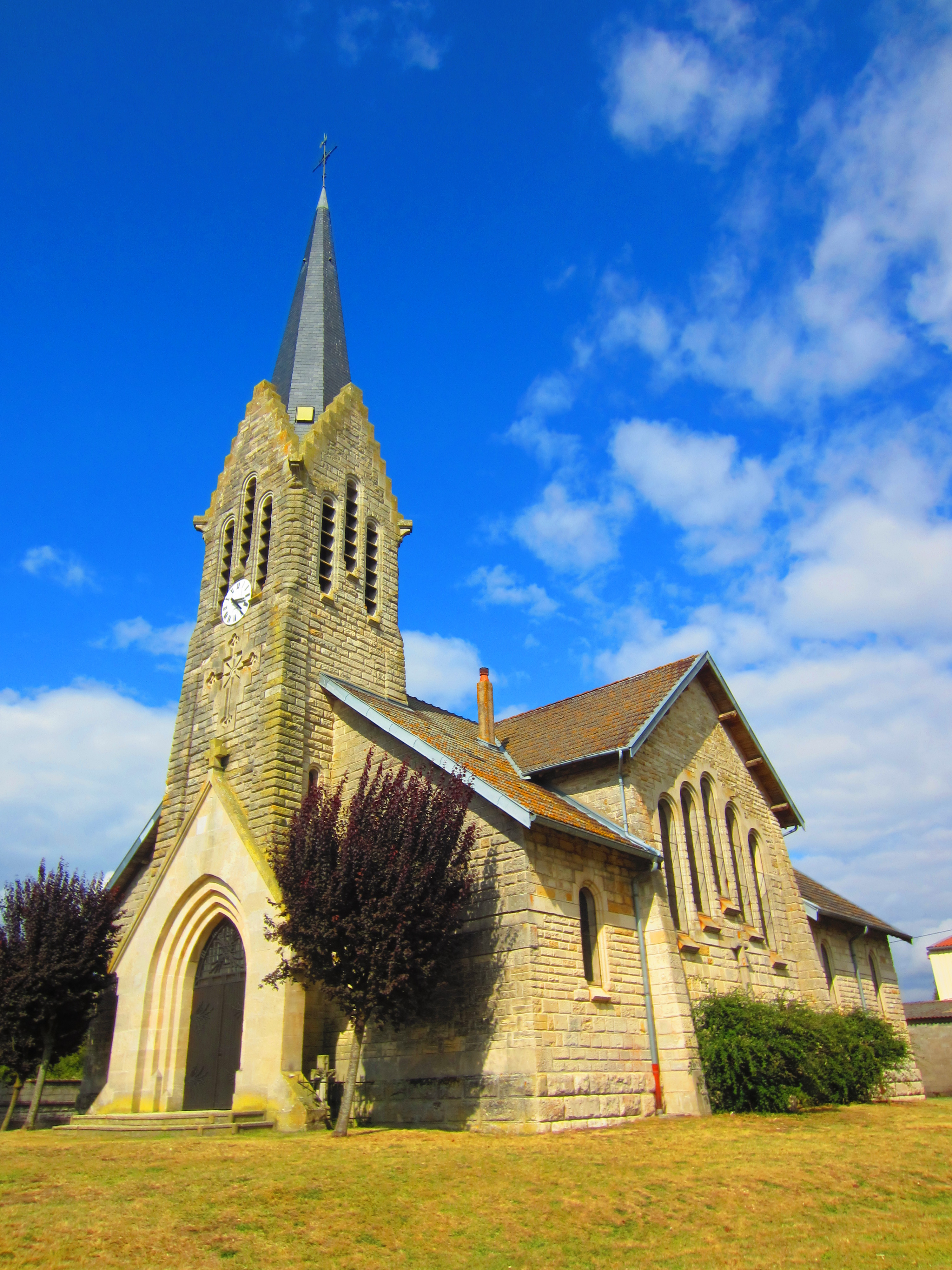
Kirche Saint-Hilaire
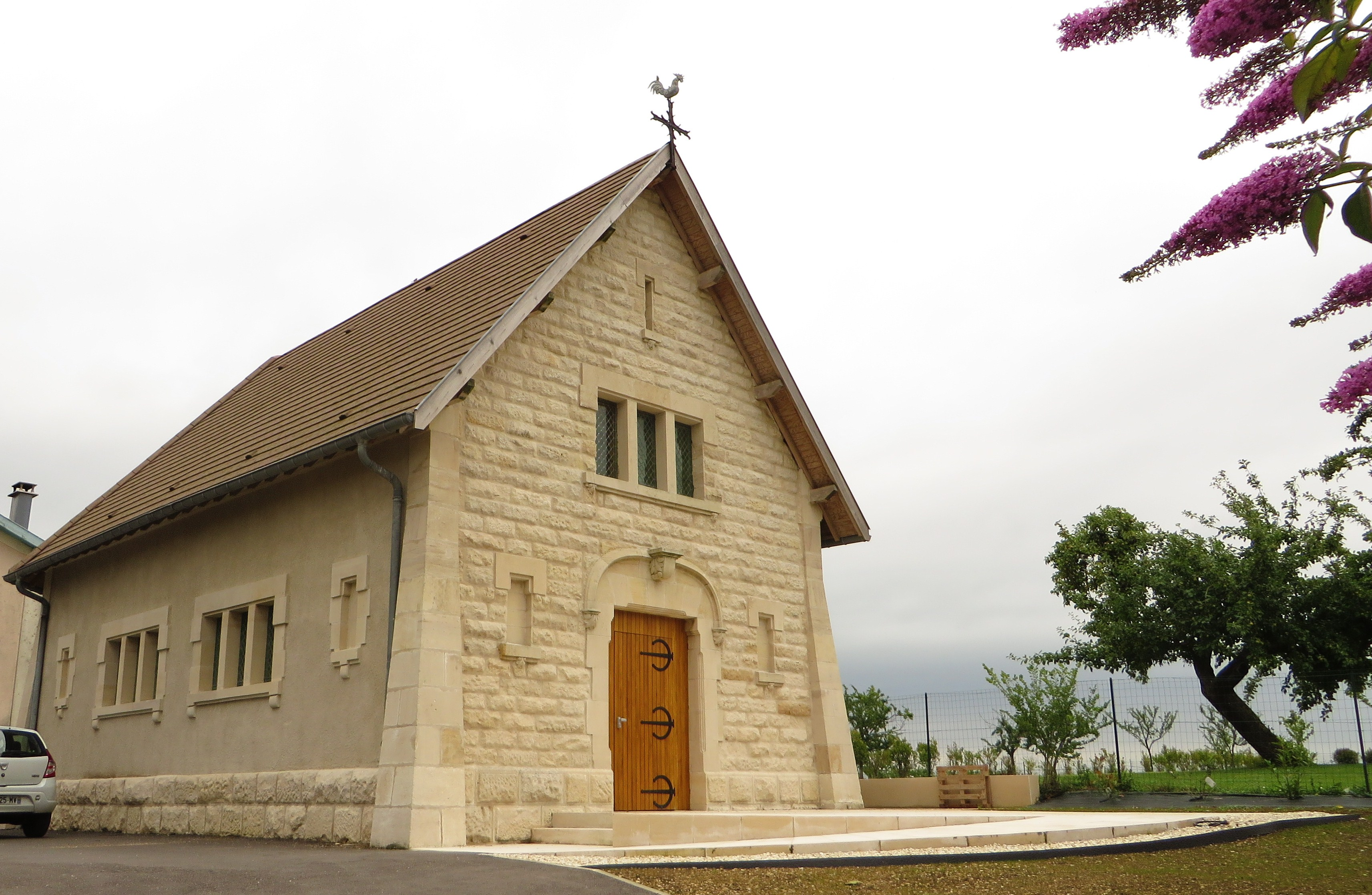
Kapelle Saint-Hubert